# أولاد سيدي عبد الواحد (أولاد عبد الكريم)
أولاد سيدي عبد الواحد هو دُوَّار يقع بجماعة الرميلة، إقليم بولمان، جهة فاس مكناس في المملكة المغربية. ينتمي الدوّار لمشيخة أولاد عبد الكريم التي تضم 3 دواوير. يقدر عدد سكانه بـ 412 نسمة حسب الإحصاء الرسمي للسكان والسكنى لسنة 2004.

## روابط خارجية
- البوابة الوطنية للجماعات الترابية
- المندوبية السامية للتخطيط